# Булгаро
Булгаро — італійський історик з 12 століття. Найвідоміший учень Ірнерія. 
Його приймають засновником Болонського університету. На його честь названа каплиця Болонського університету, назва якої буквально перекладається як «Богородиця Болгар». 